# Giovanni Nicotera
Giovanni Nicòtera (né le 9 septembre 1828 à Sambiase - devenue de nos jours une frazione de Lamezia Terme - dans l'actuelle province de Catanzaro, en Calabre et mort à Vico Equense le 13 juin 1894) est un homme politique italien du XIXe siècle et un patriote qui lutta pour l'indépendance et l'unité italiennes.

## Biographie
Giovanni Nicòtera nait à Sambiase dans une famille de la petite aristocratie locale. Il est le fils de Felice Nicotera, gentilhomme, et de Giuseppina Musolino. Son oncle maternel est le patriote et sénateur Benedetto Musolino (1809-1885).
Nicotera adhère à Giovine Italia de Giuseppe Mazzini; il combat à Naples en mai 1848 avec Giuseppe Garibaldi pendant la République Romaine de 1849. Après la chute de Rome, il se réfugie dans le Piémont où il organise l'expédition de Sapri avec Carlo Pisacane en 1857 qui sera un échec.
Nicotera, gravement blessé et arrêté est emprisonné à Salerne où il est jugé et condamné à mort. La peine est transformée en travaux forcés à perpétuité à la suite de l'intervention du gouvernement anglais qui jugeait préoccupante la furie répressive de  Ferdinand II. Emprisonné à Favignana, il est libéré en 1860 à la suite de l'intervention de Garibaldi.
Envoyé pour le compte de celui-ci en Toscane, il crée un corps de volontaires pour tenter d'envahir les États pontificaux, il est contraint par Bettino Ricasoli et Camillo Cavour de désarmer et de dissoudre ses troupes. En 1862, il est aux côtés de Garibaldi sur l'Aspromonte et en 1866, à la tête d'un corps de volontaires contre l'Autriche. L'année suivante il entre dans le territoire pontifical par le sud mais la  défaite de Garibaldi à Mentana met fin à l'opération.
Depuis 1860 il mène une activité politique prenant, pendant dix ans, des positions d'une extrême opposition. À partir de 1870, il soutient les réformes militaires de Cesare Francesco Ricotti-Magnani.
Avec l'arrivée au gouvernement de la Gauche historique, en 1876, il devient ministre de l'intérieur du premier gouvernement Depretis, charge qu'il assume avec une grande fermeté. Il est obligé de démissionner en décembre 1877; il forme la « pentarchia », avec Francesco Crispi, Benedetto Cairoli, Giuseppe Zanardelli et Alfredo Baccarini, en opposition à Depretis.
En 1891, il revient au gouvernement  toujours comme ministre de l'Intérieur, dans le premier gouvernement de Rudinì. Au cours de ce mandat, il réintroduit la circonscription uninominale, il s'oppose aux agitations socialistes et propose en vain l'adoption de sévères mesures répressives contre les fausses monnaies imprimées par la Banque Romaine. Sa présence se termine avec la chute de Rudinì, en mai 1892.
Franc-maçon, en 1864 il est élu membre du Grand Orient d'Italie par l'Assemblée constituante de Florence, où en  1867 il deviendra membre de la loge« Universo ». En 1869 il est vénérable maître de la loge « Rigenerazione » de Naples et en 1872 il est élu membre du conseil de l'ordre.

## Hommage
« Giovanni Nicotera » fut le nom d'un destroyer de la Marine Royale italienne, construit en 1926 et retiré du service en 1940.